# Abryna fausta
Abryna fausta är en skalbaggsart som beskrevs av Newman 1842. Abryna fausta ingår i släktet Abryna och familjen långhorningar.
Artens utbredningsområde är Filippinerna. Inga underarter finns listade i Catalogue of Life.